# Ricardo Sanz de Samper
Ricardo Sanz de Samper y Campuzano (Bogotá, 19 de diciembre de 1873-San Remo, 22 de febrero de 1954) fue un sacerdote católico, oficial del ejército y diplomático colombiano.
Fue camarlengo Privado del Participantium del Papa Pío X durante seis años, maestro de Cámara y Mayordomo entre 1914 y 1921 de Benedicto XV, y prefecto del Sagrado Palacio Apostólico desde el 16 de junio de 1921 hasta octubre de 1926.
Es considerado cuasi cardenal, ya que para no sentirse presionado por el rey Alfonso XIII, el papa Pío XI desoyó el consejo del monarca de nombrar cardenales latinoamericanos, siendo Ricardo candidato a ser uno de los creados, en 1921 siendo el tercer sacerdote colombiano en ser postulante a esa dignidad en la historia de la Iglesia Católica.